# Erich Kräutler
Erich Kräutler (CPPS), auch Eurico Kräutler, (* 8. August 1906 in Koblach, Vorarlberg; † 29. Dezember 1985 in Rum in Tirol) war ein österreichischer römisch-katholischer Geistlicher und Missionsbischof in Brasilien.

## Leben
Erich Kräutler trat der Ordensgemeinschaft der Missionare vom Kostbaren Blut (CPPS) bei und wurde am 10. Juli 1932 zum Priester geweiht. Nach langjährigem Einsatz als Missionar wurde Kräutler 1971 als Nachfolger von Clemente Geiger zum Prälaten von Xingu in Brasilien ernannt und zum Titularbischof von Cissa geweiht. Sein Neffe Erwin Kräutler führte, ab 1981 als sein Nachfolger im Prälaten- und Bischofsamt, seine Arbeit in Brasilien fort.
Erich Kräutler starb im Sanatorium der Kreuzschwestern in Rum in Tirol. Er war Mitglied der KMV Clunia in Feldkirch im MKV und der K.Ö.H.V. Alpenland (Wien) im ÖCV.

## Auszeichnungen
- 1984 Toni-Russ-Preis

## Schriften
- Blut an den Steinen. Ein Missionar im Urwald von Brasilien. Tyrolia Verlag, Innsbruck 1972, Neuaufl. 1995, ISBN 3-7022-1976-5.
- Menschen am Xingu. Eine dokumentarische Autobiographie. Böhlau, Wien – Köln – Weimar 1997, ISBN 3-205-98763-2.